# Allium monticola
Allium monticola — вид трав'янистих рослин родини амарилісові (Amaryllidaceae), ендемік південно-західної Каліфорнії, США.

## Опис
Цибулин 1–3+, як правило, з 1–2 стебловими, прикореневими цибулинками, яйцюваті, 1–2.2 × 1.2–2 см; зовнішні оболонки містять 1 або більше цибулин, сіро-коричневі, перетинчасті; внутрішні оболонки від білих до рожевих. Листки стійкі, в'януть просто на кінчику в період цвітіння, 1; листові пластини циліндричні, 9–35 см × 2–4 мм. Стеблина стійка, одиночна, прямостійна, циліндрична, 6–25 см × 2–4 мм. Зонтик стійкий, прямостійний, компактний, 8–25-квітковий, конічний, цибулинки невідомі. Квіти урноподібні, 12–19 мм; листочки оцвітини прямостійні, рожево-пурпурні дистально, часто білі проксимально, від ланцетно-лінійних до ланцетно-яйцюватих, ± рівні, на плодах стають жорсткими, краї цілі, верхівка довгого загострена. Пиляки жовті; пилок жовтий. Насіннєвий покрив тьмяний. 2n = 14.
Період цвітіння: кінець травня — липень.

## Поширення
Ендемік південно-західної Каліфорнії, США.
Населяє нещільні кам'янисті й осипові схили, альпійські хребти й осипи; 1400—3200 м.